# Irina Kurbanova
Irina Kurbanova (* 7. Oktober 1995 in München) ist eine deutsche Schauspielerin mit russisch/ukrainischen Wurzeln.

## Leben
Irina Kurbanova wurde 1995 in München geboren und ist zweisprachig aufgewachsen. Ihre Eltern stammen aus der ehemaligen UdSSR, die Mutter aus Odessa (heute Ukraine), der Vater aus Leningrad (heute St. Petersburg, Russland), beide sind 1993 nach Deutschland immigriert.
Sie sammelte schon als Kind erste Bühnenerfahrung bei Tanzwettbewerben und durch Auftritte mit russischsprachigen Jugend-Theatergruppen. Bis zum 17. Lebensjahr spielte sie in der Theatergruppe Lo-Minor der Israelitischen Kultusgemeinde München und Oberbayern sowie im Theaterstudio des Kulturzentrums Gorod.
Irina Kurbanova ist seit ihrem achten Lebensjahr in Fernseh- und Kinofilmen zu sehen und wirkt auch regelmäßig an Produktionen von Studierenden der Hochschule für Fernsehen und Film München mit.
Nach dem Abitur am Käthe-Kollwitz-Gymnasium München absolvierte sie von 2013 bis 2016 den Bachelor-Studiengang Kunst und Multimedia an der LMU München, von 2017 bis 2021 studierte sie Schauspiel an der Theaterakademie August Everding.
Irina Kurbanova ist Stipendiatin der Studienstiftung des Deutschen Volkes und erhielt eine zusätzliche Förderung für das Masterstudium Theatre Lab an der Royal Academy of Dramatic Arts in London, das sie 2019/20 absolvierte. Anschließend kehrte sie an die Theaterakademie August Everding zurück und schloss im Juni 2021 dort ihr Schauspielstudium ab.
Seit der Spielzeit 2022/23 ist Irina Kurbanova festes Ensemblemitglied am Volkstheater Rostock.

## Filmografie (Auswahl)
- 2003: Weihnachtsmann über Bord – Regie Thomas Berger
- 2010: Ein Haus voller Töchter
- 2010: Ich habe es dir nie erzählt
- 2011: Amok (Kurzfilm)
- 2012: Wie du küsst (Kurzfilm) – Regie Eva Trobisch – Hochschule für Fernsehen und Film München
- 2013: Neue Adresse Paradies  (ZDF-Fernsehfilm)
- 2013: Wer liebt, lässt los (ZDF-Fernsehfilm) – Regie Judith Kennel
- 2013: Die Chefin (Fernsehserie, Folge Sperrbezirk)
- 2013: Der Bergdoktor (Fernsehserie, Folge Schattenkind)
- 2014: Die Bergretter (Fernsehserie, Folge Lebensmüde)
- 2015: SOKO Leipzig (Fernsehserie, Folge Spielverderber)
- 2016: SOKO München In the Ghetto
- 2016: Hubert und Staller Schwer erziehbar
- 2017: Der Lehrer (Fernsehserie, Folge Ich bin vor allem besser im Gehen als im Bleiben)
- 2019: Gipsy Queen
- 2020: Erbarme Dich Unser – Regie Alexander Löwen
- 2020: SOKO München (Fernsehserie, Folge Die letzte Lieferung)
- 2022: Wolfsland: Das dreckige Dutzend
- 2023: Tatort: Hackl
- 2023: Toni, männlich, Hebamme – Eine Klasse für sich
- 2023: SOKO Stuttgart (Fernsehserie, Folge Nachwehen)
- 2024: In aller Freundschaft (Fernsehserie, Folge Langstrecke)
- 2024: Servus, Euer Ehren – Endlich Richterin (Fernsehfilm)
- 2025: Die Chefin (Fernsehserie, Folge Grenzgänger)

## Theater (Auswahl)
- 2008: Das Geheimnis der funkelnden Sternchen – Regie Mila Orschanska
- 2016: August – Osage county – Regie Nikolai Bogdanov – Theater InterArt Studio
- 2018: Frankenstein – russ. Ärztin – Regie David Shiner – Theaterakademie August Everding[6]
- 2019: Einfach nur Erfolg von Felicia Zeller – Joe – Regie Katja Wachter – Theaterakademie August Everding[7]
- 2019: Hochzeitsreise von Wladimir Sorokin – Mischa – Theaterakademie August Everding
- 2021: Das Licht im Kasten von Elfriede Jelinek – Tiktok – Regie Tina Lanik – Theaterakademie August Everding
- 2022: Pan’s Lab – Regie Roman Senkl – Staatstheater Nürnberg
- 2022: Bluthaus – Regie Claus Guth – Bayerische Staatsoper
- 2022: Miss Sara Sampson – Regie Damian Popp – Volkstheater Rostock